# Zećira Mušović
Zećira Mušović (en serbe : Зећира Мушовић), née le 26 mai 1996 à Falun (Suède), est une footballeuse internationale suédoise d'origine serbe et bosniaque.
Elle évolue au poste de gardienne de but au sein du Malmö FF et comme titulaire pour l'équipe nationale pour la Coupe du monde 2023.

## Situation personnelle
Zećira Mušović est née le 26 mai 1996 à Falun dans le centre de la Suède. Elle est la benjamine d'une fratrie de quatre enfants, dont les parents, originaires de Prijepolje dans le sud de la Serbie, ont fui les guerres de Yougoslavie. Elle est la seule de la fratrie à ne pas être née en Serbie. Peu de temps après sa naissance, la famille s'installe en Scanie où elle touche ses premiers ballons. Son frère aîné Huso Mušović fut lui aussi un footballeur dans les divisions inférieures suédoises avant de reprendre en main le club formateur de sa sœur. Elle reste très attachée à ses racines balkaniques, s'y rendant chaque été.
En 2018, elle est diplômée d'une licence en économie de l'université de Lund, suivant l'exemple de son frère aîné. Pendant la pandémie de Covid-19 en Suède, elle travaille dans le café familial d'Helsingborg avec son frère à la suite du report de la saison de championnat.

## Carrière

### En club
Jusqu'à ses douze ans, elle est une joueuse de champ, évoluant au milieu de terrain. Lors d'un match, elle remplace la gardienne titulaire et réalise une bonne performance, effectuant plusieurs sauvetages. À partir de là, elle devient gardienne de but.
Elle commence sa carrière professionnelle au club du Stattena IF d'Helsingborg. En octobre 2012, elle est transférée à Malmö au FC Rosengård. Elle devient titulaire au profit de la gardienne islandaise Þóra Björg Helgadóttir (en) et est nommée parmi les prétendantes au titre de meilleure gardienne du championnat. Le club réalise un triplé en championnat (2013, 2014 et 2015), les performances de Mušović y jouant pour beaucoup. En mai 2015, ses dirigeants, impressionnés par ses performances, choisissent de prolonger son contrat d'une durée de deux ans et demi. Mušović déclare alors vouloir devenir la meilleure gardienne au monde. Néanmoins, le club recrute la saison suivante la gardienne canadienne Erin McLeod avec qui elle entre en concurrence. Pire, Mušović se casse le bras lors d'un match avec les moins de 23 ans suédoises. McLeod se blesse à son tour, victime d'une lésion du ligament croisé antérieur. La vétérane Sofia Lundgren (en) est ainsi recrutée en renfort. Après la blessure de McLeod, Mušović perd sa place de titulaire au profit de la canadienne, mais elle choisit de rester au club pour s'améliorer et tenter de retrouver les cages. En octobre 2017, le contrat de Mušović est à nouveau prolongé tandis que celui de McLeod s'achève sans proposition de prolongation. En solidarité, sa compagne Ella Masar quitte le club également. En décembre 2020, elle quitte le club et rejoint Chelsea FC. Elle est en concurrence avec la gardienne allemande Ann-Katrin Berger pour le club londonien et est souvent remplaçante,. En février 2023, elle prolonge de deux saisons avec le club londonien, étant liée au club jusqu'en 2025.

### En sélection
Zećira Mušović joue dans toutes les équipes de jeunes pour la Suède, étant notamment capitaine de l'équipe des moins de 19 ans. Néanmoins, son club refuse de la libérer pour le Championnat d'Europe 2015 que la Suède remporte.

Malgré la perte de son statut de titulaire en club, le sélectionneur national Peter Gerhardsson la convoque à partir de 2017 pour les premiers matchs de qualification pour la Coupe du monde 2019. Elle débute en sélection en mars 2018 contre la Russie où elle n'encaisse aucun but. Lors de sa deuxième sélection contre l'Italie, elle commet une erreur de jugement qui permet à l'attaquante Daniela Sabatino d'inscrire le seul but du match. Elle est sélectionnée comme deuxième gardienne pour la Coupe du monde 2019, en compagnie de la titulaire habituelle Hedvig Lindahl et de la troisième gardienne Jennifer Falk, qui ne connait aucune sélection. Cantonnée à jouer les seconds rôles jusqu'à la retraite internationale de Lindahl, Zećira Mušović est en concurrence avec Falk. Sélectionnée à nouveau pour la Coupe du monde 2023 disputée en Australie et en Nouvelle-Zélande, elle est titulaire à la surprise générale avec seulement 10 sélections avant le début du mondial,. Elle exprime d'ailleurs sa reconnaissance sur Twitter à l'issue du premier match : 
« I feel extremly proud and honored that I today played my debute game in a major tournament for my country. A dream that was created when I was a kid, that later became a vision and that ended up being a big goal. Thank you! »
« Je suis extrêmement honorée et fière d’avoir joué mon premier match dans un tournoi majeur pour mon pays. Un rêve qui a commencé quand j'étais enfant, que j'ai tenté de faire fructifier et qui a fini par devenir un énorme objectif. Merci à tous ! »
 Elle est laissée au repos pour le troisième match de poule, la Suède étant déjà qualifiée pour les huitièmes de finale. Lors du huitième de finale contre les États-Unis, elle réalise une performance héroïque, effectuant onze arrêts, notamment sur une reprise de volée et une tête piquée à la dernière minute du temps réglementaire puis deux tirs à bout portant pendant la prolongation. Elle ne réalise aucun arrêt pendant la séance de tirs au but, mais sa performance sur l'ensemble du match a sans doute contribué à déstabiliser les tireuses adverses selon son sélectionneur,. Elle est logiquement désignée joueuse du match à l'issue de la rencontre,,. Malheureusement, elle ne peut empêcher l'élimination de son équipe en demi-finale, battue par l'Espagne (2-1). La Suède termine sur une bonne note en décrochant le bronze face au pays hôte (2-0). Si la gardienne anglaise Mary Earps lui est préférée pour être désignée gardienne de la compétition, Mušović figure dans l'équipe type du Guardian.

## Statistiques

### En général
| Saison                | Club                  | Championnat           | Championnat | Championnat | Championnat | Coupe nationale | Coupe nationale | Coupe nationale | Coupe de la Ligue | Coupe de la Ligue | Coupe de la Ligue | Supercoupe | Supercoupe | Supercoupe | Compétition(s) continentale(s) | Compétition(s) continentale(s) | Compétition(s) continentale(s) | Compétition(s) continentale(s) | Coupes intercontinentales | Coupes intercontinentales | Coupes intercontinentales | Suède | Suède | Suède | Total | Total | Total |
| Saison                | Club                  | Division              | M.          | B.          | P.d.        | M.              | B.              | P.d.            | M.                | B.                | P.d.              | M.         | B.         | P.d.       | Comp.                          | M.                             | B.                             | P.d.                           | M.                        | B.                        | P.d.                      | M.    | B.    | P.d.  | M.    | B.    | P.d.  |
| 2012                  | Stattena IF (en)      | Division 2 (en)       | -           | -           | -           | 1               | -               | -               | -                 | -                 | -                 | -          | -          | -          | -                              | -                              | -                              | -                              | -                         | -                         | -                         | -     | -     | -     | 1     | 0     | 0     |
| Sous-total            | Sous-total            | Sous-total            | -           | -           | -           | 1               | -               | -               | -                 | -                 | -                 | -          | -          | -          | -                              | -                              | -                              | -                              | -                         | -                         | -                         | -     | -     | -     | 1     | 0     | 0     |
| 2013                  | FC Rosengård          | Damallsvenskan        | 2           | -           | -           | -               | -               | -               | -                 | -                 | -                 | -          | -          | -          | -                              | -                              | -                              | -                              | -                         | -                         | -                         | -     | -     | -     | 2     | 0     | 0     |
| 2013-2014             | FC Rosengård          | Damallsvenskan        | -           | -           | -           | 1               | -               | -               | -                 | -                 | -                 | -          | -          | -          | -                              | -                              | -                              | -                              | -                         | -                         | -                         | -     | -     | -     | 1     | 0     | 0     |
| 2014                  | FC Rosengård          | Damallsvenskan        | 2           | -           | -           | -               | -               | -               | -                 | -                 | -                 | -          | -          | -          | -                              | -                              | -                              | -                              | -                         | -                         | -                         | -     | -     | -     | 2     | 0     | 0     |
| 2014-2015             | FC Rosengård          | Damallsvenskan        | -           | -           | -           | 5               | -               | -               | -                 | -                 | -                 | -          | -          | -          | WCL                            | 2                              | -                              | -                              | -                         | -                         | -                         | -     | -     | -     | 7     | 0     | 0     |
| 2015                  | FC Rosengård          | Damallsvenskan        | 16          | -           | -           | -               | -               | -               | -                 | -                 | -                 | 1          | -          | -          | -                              | -                              | -                              | -                              | -                         | -                         | -                         | -     | -     | -     | 17    | 0     | 0     |
| 2015-2016             | FC Rosengård          | Damallsvenskan        | -           | -           | -           | 2               | -               | -               | -                 | -                 | -                 | -          | -          | -          | -                              | -                              | -                              | -                              | -                         | -                         | -                         | -     | -     | -     | 2     | 0     | 0     |
| 2016                  | FC Rosengård          | Damallsvenskan        | 13          | -           | -           | -               | -               | -               | -                 | -                 | -                 | -          | -          | -          | -                              | -                              | -                              | -                              | -                         | -                         | -                         | -     | -     | -     | 13    | 0     | 0     |
| 2016-2017             | FC Rosengård          | Damallsvenskan        | -           | -           | -           | 3               | -               | -               | -                 | -                 | -                 | -          | -          | -          | WCL                            | 6                              | -                              | -                              | -                         | -                         | -                         | -     | -     | -     | 9     | 0     | 0     |
| 2017                  | FC Rosengård          | Damallsvenskan        | 9           | -           | -           | -               | -               | -               | -                 | -                 | -                 | -          | -          | -          | -                              | -                              | -                              | -                              | -                         | -                         | -                         | -     | -     | -     | 9     | 0     | 0     |
| 2017-2018             | FC Rosengård          | Damallsvenskan        | -           | -           | -           | 6               | -               | -               | -                 | -                 | -                 | -          | -          | -          | WCL                            | 3                              | -                              | -                              | -                         | -                         | -                         | 1     | -     | -     | 10    | 0     | 0     |
| 2018                  | FC Rosengård          | Damallsvenskan        | 22          | -           | -           | -               | -               | -               | -                 | -                 | -                 | -          | -          | -          | -                              | -                              | -                              | -                              | -                         | -                         | -                         | -     | -     | -     | 22    | 0     | 0     |
| 2018-2019             | FC Rosengård          | Damallsvenskan        | -           | -           | -           | 2               | -               | -               | -                 | -                 | -                 | -          | -          | -          | WCL                            | 4                              | -                              | -                              | -                         | -                         | -                         | 1     | -     | -     | 7     | 0     | 0     |
| 2019                  | FC Rosengård          | Damallsvenskan        | 21          | -           | -           | -               | -               | -               | -                 | -                 | -                 | -          | -          | -          | -                              | -                              | -                              | -                              | -                         | -                         | -                         | -     | -     | -     | 21    | 0     | 0     |
| 2019-2020             | FC Rosengård          | Damallsvenskan        | -           | -           | -           | 1               | -               | -               | -                 | -                 | -                 | -          | -          | -          | -                              | -                              | -                              | -                              | -                         | -                         | -                         | 1     | -     | -     | 2     | 0     | 0     |
| 2020                  | FC Rosengård          | Damallsvenskan        | 22          | -           | -           | -               | -               | -               | -                 | -                 | -                 | -          | -          | -          | -                              | -                              | -                              | -                              | -                         | -                         | -                         | -     | -     | -     | 22    | 0     | 0     |
| 2020-2021             | FC Rosengård          | Damallsvenskan        | -           | -           | -           | -               | -               | -               | -                 | -                 | -                 | -          | -          | -          | WCL                            | 2                              | -                              | -                              | -                         | -                         | -                         | 1     | -     | -     | 3     | 0     | 0     |
| Sous-total            | Sous-total            | Sous-total            | 107         | -           | -           | 20              | -               | -               | -                 | -                 | -                 | 1          | -          | -          | -                              | 17                             | -                              | -                              | -                         | -                         | -                         | 4     | -     | -     | 149   | 0     | 0     |
| 2020-2021             | Chelsea FC            | Super League          | 2           | -           | -           | -               | -               | -               | -                 | -                 | -                 | -          | -          | -          | -                              | -                              | -                              | -                              | -                         | -                         | -                         | 1     | -     | -     | 3     | 0     | 0     |
| 2021-2022             | Chelsea FC            | Super League          | 10          | -           | 1           | 1               | -               | -               | 1                 | -                 | -                 | -          | -          | -          | WCL                            | 3                              | -                              | -                              | -                         | -                         | -                         | -     | -     | -     | 15    | 0     | 1     |
| 2022-2023             | Chelsea FC            | Super League          | 7           | -           | -           | 3               | -               | -               | 1                 | -                 | -                 | -          | -          | -          | WCL                            | 3                              | -                              | -                              | 1                         | -                         | -                         | 11    | -     | -     | 26    | 0     | 0     |
| 2023-2024             | Chelsea FC            | Super League          | 1           | -           | -           | -               | -               | -               | -                 | -                 | -                 | -          | -          | -          | WCL                            | -                              | -                              | -                              | -                         | -                         | -                         | 1     | -     | -     | 2     | 0     | 0     |
| Sous-total            | Sous-total            | Sous-total            | 20          | -           | 1           | 4               | -               | -               | 2                 | -                 | -                 | -          | -          | -          | -                              | 6                              | -                              | -                              | 1                         | -                         | -                         | 13    | -     | -     | 46    | 0     | 1     |
| Total sur la carrière | Total sur la carrière | Total sur la carrière | 127         | -           | 1           | 25              | -               | -               | 2                 | -                 | -                 | 1          | -          | -          | -                              | 23                             | -                              | -                              | 1                         | -                         | -                         | 17    | -     | -     | 196   | 0     | 1     |

### En sélection
| Sélections de Zećira Mušović avec la Suède | Sélections de Zećira Mušović avec la Suède | Sélections de Zećira Mušović avec la Suède                 | Sélections de Zećira Mušović avec la Suède | Sélections de Zećira Mušović avec la Suède | Sélections de Zećira Mušović avec la Suède | Sélections de Zećira Mušović avec la Suède |
| #                                          | Date                                       | Lieu                                                       | Adversaire                                 | Score                                      | Compétition                                | Note                                       |
| ------------------------------------------ | ------------------------------------------ | ---------------------------------------------------------- | ------------------------------------------ | ------------------------------------------ | ------------------------------------------ | ------------------------------------------ |
| 1                                          | 5 mars 2018                                | Bela Vista Municipal Stadium, Parchal (Portugal)           | Russie                                     | 3-0                                        | Algarve Cup 2018                           | Titulaire                                  |
| 2                                          | 9 octobre 2018                             | Stade Giovanni-Zini, Crémone (Italie)                      | Italie                                     | 0-1                                        | Match amical                               | Titulaire                                  |
| 3                                          | 4 mars 2020                                | Stade de l'Algarve, Algarve (Portugal)                     | Allemagne                                  | 0-1                                        | Algarve Cup 2020                           | Titulaire                                  |
| 4                                          | 22 septembre 2020                          | Laugardalsvöllur, Reykjavik (Islande)                      | Islande                                    | 1-1                                        | Match amical                               | Titulaire                                  |
| 5                                          | 13 avril 2021                              | Stade Ludwik Sobolewski, Łódź (Pologne)                    | Pologne                                    | 4-2                                        | Match amical                               | Titulaire                                  |
| 6                                          | 7 octobre 2022                             | Stade Nuevo Arcángel, Cordoue (Espagne)                    | Espagne                                    | 1-1                                        | Match amical                               | Titulaire                                  |
| 7                                          | 11 octobre 2022                            | Gamla Ullevi, Göteborg (Suède)                             | France                                     | 3-0                                        | Match amical                               | Titulaire                                  |
| 8                                          | 12 novembre 2022                           | AAMI Park, Melbourne (Australie)                           | Australie                                  | 0-4                                        | Match amical                               | Titulaire                                  |
| 9                                          | 21 février 2023                            | Schauinsland-Reisen-Arena, Duisbourg (Allemagne)           | Allemagne                                  | 0-0                                        | Match amical                               | Titulaire                                  |
| 10                                         | 7 avril 2023                               | Swedbank Stadion, Malmö (Suède)                            | Danemark                                   | 0-1                                        | Match amical                               | Titulaire                                  |
| 11                                         | 23 juillet 2023                            | Wellington Regional Stadium, Wellington (Nouvelle-Zélande) | Afrique du Sud                             | 2-1                                        | Coupe du monde 2023                        | Titulaire                                  |
| 12                                         | 29 juillet 2023                            | Wellington Regional Stadium, Wellington (Nouvelle-Zélande) | Italie                                     | 5-0                                        | Coupe du monde 2023                        | Titulaire                                  |
| 13                                         | 6 août 2023                                | AAMI Park, Melbourne (Australie)                           | États-Unis                                 | 0-0 tab 5-4                                | Coupe du monde 2023                        | Titulaire                                  |
| 14                                         | 11 août 2023                               | Eden Park, Auckland (Nouvelle-Zélande)                     | Japon                                      | 2-1                                        | Coupe du monde 2023                        | Titulaire                                  |
| 15                                         | 15 août 2023                               | Eden Park, Auckland (Nouvelle-Zélande)                     | Espagne                                    | 1-2                                        | Coupe du monde 2023                        | Titulaire                                  |
| 16                                         | 19 août 2023                               | Lang Park, Brisbane (Australie)                            | Australie                                  | 2-0                                        | Coupe du monde 2023                        | Titulaire                                  |
| 17                                         | 22 septembre 2023                          | Gamla Ullevi, Göteborg (Suède)                             | Espagne                                    | 2-3                                        | Ligue des nations féminine 2023-2024       | Titulaire                                  |

## Palmarès

### En club
Avec FC Rosengård
- Championne de Suède en 2013, 2014, 2015 et 2019
- Vainqueur de la Coupe de Suède en 2016, 2017 et 2018
- Vainqueur de la Supercoupe de Suède en 2015 et 2016

Avec Chelsea
- Championne d'Angleterre en 2021, 2022, 2023 et 2024
- Vainqueur de la Coupe d'Angleterre en 2022 et 2023
- Vainqueur de la Coupe de la Ligue en 2021

### En sélection
- Vainqueur de la Algarve Cup en 2018 et 2022
- en 2022
- en 2020
- en 2019 et 2023